# Эванс, Джон (археолог)
Сэр Джон Э́ванс (англ. John Evans, 17 ноября 1823, Бернхэм, Бакингемшир — 31 мая 1908, Беркхамстед, Хартфордшир) — британский археолог и геолог.

## Биография
Родился в семье преподобного А. Б. Эванса и Энн Дикинсон. В возрасте семнадцати лет начал работать в компании John Dickinson & Co. Ltd по производству бумаги в Нэш-Миллсе (Хемел-Хемпстед, Хартфордшир). Компания была основана его дядей, а затем тестем Джоном Дикинсоном (1782—1869). В 1850 году Эванс стал в компании партнёром и активно участвовал в её управлении вплоть до 1885 года.
Помимо своей работы в бумажной компании, Джон Эванс был также выдающимся антикваром, археологом и нумизматом. Он был президентом следующих обществ и учреждений:
- Королевское общество древностей (1885—1892)
- Королевское нумизматическое общество (1874—1908)
- Геологическое общество Лондона (1874—1876)
- Королевский антропологический институт Великобритании и Ирландии (1877—1879)
- Общество химической промышленности (1891—1893)
- Британская научная ассоциация (1897—1898)

Он был избран членом Лондонского королевского общества в 1864 году и в течение двадцати лет (1878—1898) был казначеем Королевского общества. В 1881 году был назначен главным шерифом Хартфордшира и избран членом Американского философского общества.

## Семья
Эванс был трижды женат, дважды овдовел и имел шестерых детей.
Первая жена — Гарриет Энн Дикинсон (ум. 1858), дочь Джона Дикинсона, владельца бумажной фабрики, и Энн Гровер. У них было пятеро детей:
- сэр Артур Джон Эванс (1851—1941), хранитель Эшмоловского музея и первооткрыватель минойской цивилизации;
- Льюис Эванс (1853—1930), продолжатель семейного бизнеса, коллекционер научных инструментов, которые составили ядро коллекции Оксфордского музея истории науки;
- (Филип) Норман Эванс (1854—1893), химик;
- Элис Эванс (1856—1882), жена землевладельца Уильяма Минета;
- Гарриет Энн Эванс (1857—1938), жена одного из Лонгманов, владельцев издательского бизнеса.

Вторая жена — Фрэнсис Фелпс (1826—1890), четвёртая дочь Джозефа Фелпса и Элизабет Дикинсон. Фрэнсис приходилась двоюродной сестрой первой жены Эванса, Гарриет.
Третья жена (с 1892 года) — Мария Миллингтон Латбери (1856—1944), от которой у него была дочь Джоан Эванс (1893—1977). Джоан стала выдающимся историком французского и английского искусства Средневековья. Её частично автобиографическая книга Time and Chance: The Story of Arthur Evans and His Forebears (1943) является важным источником сведений о Джоне Эвансе.